# Zentrale Datenbank Nachlässe
Die Zentrale Datenbank Nachlässe (ZDN) ist eine vom Bundesarchiv erstellte Datenbank, in welcher Ende 2017 über 30.000 Nachlässe aus dem deutschsprachigen Raum teilweise sogar in mehreren Teilbeständen erfasst sind.
Durch fortlaufende Aktualisierungen sowie Neuanmeldungen von überwiegend deutschen Archiven wurden die Einträge bis September 2023 ergänzt. Vor allem für die historische Forschung steht damit ein sehr umfassendes und wertvolles Hilfsmittel zur Verfügung.
Viele Findbücher sind mit der ZDN verlinkt. Dadurch ist ein schneller Zugang zum nachlassführenden Archiv gegeben. – Am 1. Oktober 2023 ist die ZDN zum Kalliope-Verbund umgezogen.

## Geschichte
Die Zentrale Datenbank Nachlässe (ZDN) baut auf dem von Wolfgang A. Mommsen publizierten Verzeichnis Die Nachlässe in den deutschen Archiven (Teil 1 1971, Teil 2 1981) auf, das ca. 7000 Nachlässe mit ihren Standorten, kurzen Angaben zur Biografie sowie Art und Inhalt der Überlieferung nachweist. In der Vergangenheit war es ein mühsames Unterfangen, sich über den Verbleib eines Nachlasses zu informieren. Es war notwendig, mehrere Verzeichnisse durchzusehen, die jedoch keine Garantie für eine Aktualität vorweisen konnten. Meist verging über ein Jahrzehnt, bis ein aktuelles Verzeichnis herausgegeben werden konnte, da jede Veröffentlichung eines Bandes langwierige Recherchen erforderte. Hinzu kommt, dass die Bände bei den Ablieferungen an die Buchhandlungen bereits überholt waren. Nach Abschluss seiner Erhebungen hatte Mommsen beispielsweise nicht weniger als vier Jahre Zeit für die Erstellung der umfangreichen Indizes und für die Drucklegung benötigt, so dass Band II mit dem Bearbeitungsstand Mitte des Jahres 1979 erst 1983 erscheinen konnte. Aus personellen Gründen war es in den folgenden Jahren nicht möglich, die Arbeit im Bundesarchiv weiterzuführen. Informationen zu Nachlässen wurden zwar in einer Nachlasskartei notiert und bei Anfragen weitergegeben, aber nicht mehr systematisch gesammelt.
Im Jahr 1986 verabschiedete der Verein deutscher Archivare (VdA) eine Resolution, in der die Fortschreibung der bekannten gedruckten Handbücher von Mommsen unter Einsatz der EDV als vordringliche Aufgabe bezeichnet wurde.
Ab 1990 begann das Bundesarchiv zuerst in den neuen, dann in den alten Bundesländern mit der Abfrage von Nachlässen in deutschen Archiven und Bibliotheken, stellte 1991 eine eigene Kraft für das Projekt ab und entwickelte 1992 mit der Staatsbibliothek Berlin ein gemeinsames Erfassungsschema für die Zentrale Datenbank Nachlässe. Dabei sollte das Bundesarchiv die Zuständigkeit für die Archive und die Staatsbibliothek die für die Bibliotheken behalten. Zwar war mit dem Inventar der Gelehrten- und Schriftstellernachlässe in der DDR ein Nachweisinstrument für Ostdeutschland verfügbar, allerdings wurde davon ausgegangen, dass darin viele Informationen aus politischen Gründen nicht enthalten waren.
Im Sommer des Jahres 1992 wurde bekannt, dass die Staatsbibliothek zu Berlin eine Neuauflage von Ludwig Deneckes Verzeichnis Nachlässe in den Bibliotheken der Bundesrepublik Deutschland (1969) plane. Die Idee, bei der Neubearbeitung des Nachlassverzeichnisses zusammenzuarbeiten, fand in beiden Institutionen positive Resonanz. Gemäß der Arbeitsteilung mit der Staatsbibliothek zu Berlin erfolgt der Nachweis von Nachlässen in Bibliotheken im Onlinekatalog des Kalliope-Verbunds, der auf die 1966 in West-Berlin gegründete „Zentralkartei der Autographen“ (ZKA) zurückgeht. Am 1. Oktober 2023 ist auch die ZDN zum Kalliope-Verbund umgezogen. Übergangsweise (Stand: Januar 2025) steht die Datenbank noch für Recherchen zur Verfügung.